# Do As Infinity
Do As Infinity ist eine japanische J-Pop/Rock-Band, die aus der Sängerin Tomiko Van sowie dem Gitarristen Ryo Owatari besteht. Der Ex-Gitarrist und Gründer der Band, Nagao Dai, verließ 2005 die Gruppe. Von Dai stammt auch der Name der Band, „Do As Infinity“, als Erweiterung seines Namens.

## Stil
Die Band singt überwiegend in japanischer Sprache, hat aber auch englischsprachige Stücke im Repertoire. Viele ihrer Lieder sind melancholische Stücke über Liebe. Besonders hörenswert sind ihre Akustikversionen.
Ihre Vielfalt stellen Do as Infinity durch diverse Ausflüge in andere Musikgenres wie z. B. Rock ’n’ Roll unter Beweis. Die Sängerin von DAI startete bereits ein sehr erfolgreiches Soloprojekt. Verglichen wird ihre Musik gerne mit Songs von Ayumi Hamasaki, der wohl bekanntesten japanischen Sängerin, aber auch mit der Gruppe The Brilliant Green. Von englisch singenden Gruppen wären Bands wie The Calling oder Hoobastank vergleichbar, jedoch mit weiblicher Hauptstimme.

## Biografie

### Bandgründung
Dai Nagao begann als Songschreiber für eine Amateurband. Nach deren Auflösung schrieb er weiter Songs und verschickte diese an über 50 Plattenfirmen in Japan. Avex Trax stellte ihn darauf als Songschreiber für Ayumi Hamasaki und Hitomi ein.
1999 standen nach einem Casting Tomiko Van als Sängerin und Ryo Owatari als Gitarrist fest. Kurze Zeit nachdem sie einen Plattenvertrag mit Avex Trax abgeschlossen hatten, begannen die Aufnahmen des Songs Heart. Am 29. September veröffentlichten sie ihre Debütsingle Tangerine Dream und gaben ihre ersten Konzerte in Shibuya, Yokohama und Fokuoka. Die Single landete auf Platz 58 der Charts.
Ihre zweite Single Heart wurde im Dezember veröffentlicht und auf dem Millenium Countdown ihrer Plattenfirma Avex Trax promotet. Somit schaffte es die Single in den Charts auf Platz 56.
Mit Oasis gelang ihnen ihr erster Einstieg in die Top 30 mit der Position 25. Die Single wurde Ende Januar 2000 veröffentlicht und spielte in einem Werbevideo für Kanebo Cosmetic.
Die vierte Single Yesterday & Today zog erstmals in die Top 10 ein. Er war der Titelsong für die Dramaserie Nisennen no Koi. Der ebenfalls auf der Single enthaltene Song Raven wurde für den Abspann des Horrorfilms Uzumaki genommen.
Die ersten vier Singles trugen alle die Namen populärer Bands wie Oasis, Heart, Y&T und Tangerine Dream.

### Break of Dawn
Das erste Album Break of Dawn kam einen Monat nach Yesterday & Today heraus, erreichte Platz 3 der Charts und verkaufte sich über 300.000 Mal.
Im August veröffentlichten sie Rumble Fish und ihre bekannteste englische Single Summer Days. Rumble Fish war der Titelsong des Films Kamen Gakuen und Summer Days für die Serie OL Police. Ende des Jahres kam ihre sechste Single We Are heraus und hielt Position 16 der Charts.
Im Januar 2001 trat die Band zum ersten Mal im japanischen Fernsehen in der Chartshow Music Station auf, um ihre neue Single Desire vorzustellen. Von da an waren sie in ganz Japan bekannt.

### New World
Das Album New World erschien im Februar 2001 und erreichte die Spitze der Charts. Im Mai desselben Jahres gingen sie auf Tour und brachten ihre erste Video Collection mit dem Titel 9 heraus. Es folgte ein Werbevertrag der Haarpflegeproduktfirma LAVENUS mit der Leadsängerin.
Week! wurde Ende Mai veröffentlicht und erreichte Platz 8 der Charts. Im darauffolgenden Monat erschien Fukai Mori. Der Song war im zweiten Abspann der Animeserie Inu Yasha zu hören und wurde zu einem der erfolgreichsten Hits der Band. Im November begann eine neue Livetour, kurz nach der Veröffentlichung ihrer elften Single Boukensha Tachi.

### Deep Forest
Deep Forest war ihr zweites und zugleich letztes Album, das Platz 1 der Charts erreichte. Es wurde im September 2001 veröffentlicht und ist mit über 600.000 verkauften Exemplaren ihr größter Erfolg.
Im Januar 2002 veröffentlichte ihr Plattenlabel das Album Various Artists Featuring Songnation zu der gleichnamigen Veranstaltung. DAI wurden dadurch auch über die Grenzen Japans hinaus bekannt und gaben Konzerte in Taiwan und Hong Kong. Die zwölfte Single Hi no Ataru Sakamichi erschien. In Japan gewann die Band beim 17th Annual Gold Disc award in der Kategorie Bestes-Rock&Pop-Album des Jahres.
Im Juli wurde die Single Under the Sun/Under the Moon veröffentlicht und erreichte Position 5 in den Charts. DAI traten bei dem jährlichen Event ihres Labels Avex mit dem Namen A-nation auf und spielten somit in den acht größten Städten Japans.
Ihre vierzehnte Single Shinjitsu no Uta erschien im Oktober und wurde für den fünften Abspann von Inu Yasha genutzt. Gegen Ende des Jahres fand eine Livetour mit dem Titel Do As Infinity Greatest Year 02 ~All Standing~ statt.

### True Song
Das vierte Album True Song erschien im Dezember 2002 mit einer darauffolgenden Tour. Ihre dreizehnte Single Mahou no kotoba ~Would You Marry Me?~ erschien Anfang 2003 und erreichte Platz 4 der Charts. Es ist einer der meistgespielten Songs bei Hochzeiten in Japan. Honjitsu wa Seiten Nari wurde im September veröffentlicht und wieder bei der Veranstaltung A-nation aufgeführt. Die siebzehnte Single Hiiragi erschien im November und erreichte Platz 7 der Charts.

### Gates of Heaven
Nach der Veröffentlichung des Albums Gates of Heaven im November 2003 ging die Frontsängerin Tomiko mit der amerikanischen Sängerin Michelle Branch auf eine Werbetour durch Japan, um deren Album zu vermarkten. Im Sommer 2004 spielte DAI bei Konzerten in New York und Dallas und traten in Korea aufgrund der Korea & Japan Friendship Week in Jeju auf.

### Need Your Love
Zur Veröffentlichung ihres Albums Need Your Love, das ihr letztes werden sollte, veranstalteten sie eine weitere Livetour. Das Album wurde im Februar 2005 veröffentlicht und erreichte Chartposition 3 mit 137.000 Verkäufen.
Ihre zwanzigste und letzte Single Tao wurde am 27. Juli des gleichen Jahres veröffentlicht. Sie war der Titelsong für das Videospiel Tales of Legendia und erreichte Platz 11 der Charts.

### Bandauflösung
Ihre letzte Single Tao handelt von Freunden, die verschiedene Wege im Leben einschlagen. Viele Fans halten dies für den Grund der Trennung. Do As Infinity gab daraufhin bekannt, dass sich die Band am 29. September 2005, sechs Jahre nach der Veröffentlichung der ersten Single, trennen werde. Das letzte Konzert fand am 25. November 2005 im Nippon Budokan statt. Drei Tage davor veröffentlichte Dai Nagao eine Single mit dem Titel Trust auf der offiziellen Homepage. Eine CD-Version erschien nicht.
Die Frontsängerin Tomiko Van startete darauf ihre Solokarriere mit mäßigem Erfolg. Der Gitarrist Ryo Owatari arbeitet an seiner Band Missile Innovation und mit anderen Künstlern von Avex Trax wie Ayumi Hamasaki, Ai Ōtsuka und AAA zusammen. Der Songschreiber und Gründer Dai Nagao arbeitet mit Amasia Landscape und anderen Künstlern unter seinem Label True Song Music.

### Wiedervereinigung
Seit ihrer Wiedervereinigung 2008 bringen Do as Infinity wieder regelmäßig neue Studioalben heraus.

## Produzenten
Nagao produzierte Do As Infinity zuerst.
Er produzierte sie mit Seiji Kameda von der dritten Single an.
Kameda produzierte sie, nachdem Nagao die Band verlassen hatte.

## Diskografie

### Studioalben
| Jahr | Titel           | Höchstplatzierung, Gesamtwochen, AuszeichnungChartsChartplatzierungen (Jahr, Titel, Platzierungen, Wochen, Auszeichnungen, Anmerkungen) | Anmerkungen                                                     |
| Jahr | Titel           | JP | Anmerkungen                                                     |
| ---- | --------------- | --- | --------------------------------------------------------------- |
| 2000 | Break of Dawn   | JP3 Gold · (10 Wo.)JP | Erstveröffentlichung: 23. März 2000 Verkäufe JP: + 320.000      |
| 2001 | New World       | JP1 Gold · (14 Wo.)JP | Erstveröffentlichung: 21. Februar 2001 Verkäufe JP: + 354.000   |
| 2001 | Deep Forest     | JP1 Platin · (11 Wo.)JP | Erstveröffentlichung: 19. September 2001 Verkäufe JP: + 609.000 |
| 2002 | True Song       | JP5 Platin · (12 Wo.)JP | Erstveröffentlichung: 26. Dezember 2002 Verkäufe JP: + 272.000  |
| 2003 | Gates of Heaven | JP3 Platin · (16 Wo.)JP | Erstveröffentlichung: 27. November 2003 Verkäufe JP: + 294.000  |
| 2005 | Need Your Love  | JP3 Gold · (14 Wo.)JP | Erstveröffentlichung: 16. Februar 2005 Verkäufe JP: + 137.000   |
| 2009 | Eternal Flame   | JP9 (7 Wo.)JP | Erstveröffentlichung: 30. September 2009                        |
| 2011 | Eight           | JP4 (5 Wo.)JP | Erstveröffentlichung: 19. Januar 2011                           |
| 2012 | Time Machine    | JP14 (4 Wo.)JP | Erstveröffentlichung: 29. Februar 2012                          |
| 2015 | Brand new Days  | JP37 (2 Wo.)JP | Erstveröffentlichung: 25. Februar 2015                          |
| 2018 | Alive           | JP30 (3 Wo.)JP | Erstveröffentlichung: 28. Februar 2018                          |
| 2019 | Do as Infinity  | JP27 (3 Wo.)JP | Erstveröffentlichung: 25. September 2019                        |

### Kompilationen
| Jahr | Titel                                                           | Höchstplatzierung, Gesamtwochen, AuszeichnungChartsChartplatzierungen (Jahr, Titel, Platzierungen, Wochen, Auszeichnungen, Anmerkungen) | Anmerkungen                                                       |
| Jahr | Titel                                                           | JP | Anmerkungen                                                       |
| ---- | --------------------------------------------------------------- | --- | ----------------------------------------------------------------- |
| 2002 | Do the Best                                                     | JP1 (29 Wo.)JP | Erstveröffentlichung: 20. März 2002 Verkäufe JP: + 843.000        |
| 2004 | Do the Best (+ DVD)                                             | JP33 (3 Wo.)JP | Erstveröffentlichung: 31. März 2004                               |
| 2004 | Do the B-side                                                   | JP7 (8 Wo.)JP | Erstveröffentlichung: 23. September 2004 Verkäufe JP: + 49.000    |
| 2005 | Do the A-Side (+ DVD)                                           | JP3 Platin · (19 Wo.)JP | Erstveröffentlichung: 28. September 2005 Verkäufe JP: + 140.000   |
| 2006 | Do As Infinity Do the Best „Great Supporters Selection“         | JP26 (5 Wo.)JP | Erstveröffentlichung: 15. März 2006                               |
| 2006 | Minus V                                                         | JP141 (1 Wo.)JP | Erstveröffentlichung: 15. März 2006 – Instrumental Collection     |
| 2006 | Do the Box                                                      | JP56 (2 Wo.)JP | Erstveröffentlichung: 15. März 2006 Verkäufe JP: + 10.000; Boxset |
| 2014 | The Best of Do As Infinity                                      | JP33 (6 Wo.)JP | Erstveröffentlichung: 1. Januar 2014                              |
| 2014 | Do As Infinity 14th Anniversary～Dive At It Limited Live 2013～ | JP87 (1 Wo.)JP | Erstveröffentlichung: 12. März 2014                               |
| 2016 | Do As Infinity 16th Anniversary ～October’s Garden～            | JP63 (1 Wo.)JP | Erstveröffentlichung: 24. Februar 2016                            |
| 2016 | 2 of Us [Red] -14 Re:Singles-                                   | JP40 (1 Wo.)JP | Erstveröffentlichung: 24. Februar 2016                            |
| 2016 | 2 of Us [Blue] -14 Re:Singles-                                  | JP41 (1 Wo.)JP | Erstveröffentlichung: 24. Februar 2016                            |
| 2019 | Lounge                                                          | JP31 (2 Wo.)JP | Erstveröffentlichung: 5. Juni 2019                                |
| 2021 | Do The Complete                                                 | JP64 (3 Wo.)JP | Erstveröffentlichung: 24. März 2021                               |

### Livealben
| Jahr | Titel                  | Höchstplatzierung, Gesamtwochen, AuszeichnungChartsChartplatzierungen (Jahr, Titel, Platzierungen, Wochen, Auszeichnungen, Anmerkungen) | Anmerkungen                                               |
| Jahr | Titel                  | JP | Anmerkungen                                               |
| ---- | ---------------------- | --- | --------------------------------------------------------- |
| 2003 | Do the Live            | JP12 (6 Wo.)JP | Erstveröffentlichung: 12. März 2003 Verkäufe JP: + 32.000 |
| 2004 | Live in Japan          | JP23 (3 Wo.)JP | Erstveröffentlichung: 31. März 2004 Verkäufe JP: + 17.000 |
| 2006 | Do As Infinity -Final- | JP43 (3 Wo.)JP | Erstveröffentlichung: 15. März 2006                       |
| 2012 | Do As Infinity Ⅹ       | JP15 (4 Wo.)JP | Erstveröffentlichung: 10. Oktober 2012                    |

### Singles
| Jahr | Titel Album                                              | Höchstplatzierung, Gesamtwochen, AuszeichnungChartsChartplatzierungen (Jahr, Titel, Album, Platzierungen, Wochen, Auszeichnungen, Anmerkungen) | Anmerkungen                              |
| Jahr | Titel Album                                              | JP | Anmerkungen                              |
| ---- | -------------------------------------------------------- | --- | ---------------------------------------- |
| 1999 | Tangerine Dream Break of Dawn                            | — | Erstveröffentlichung: 29. September 1999 |
| 1999 | Heart Break of Dawn                                      | — | Erstveröffentlichung: 8. Dezember 1999   |
| 2000 | Oasis Break of Dawn                                      | JP25 (8 Wo.)JP | Erstveröffentlichung: 26. Januar 2000    |
| 2000 | Yesterday & Today Break of Dawn                          | JP10 (9 Wo.)JP | Erstveröffentlichung: 23. Februar 2000   |
| 2000 | Rumble Fish New World                                    | JP20 (5 Wo.)JP | Erstveröffentlichung: 2. August 2000     |
| 2000 | We Are. New World                                        | JP16 (7 Wo.)JP | Erstveröffentlichung: 29. November 2000  |
| 2001 | Desire New World                                         | JP8 (6 Wo.)JP | Erstveröffentlichung: 24. Januar 2001    |
| 2001 | Tooku Made Deep Forest                                   | JP12 (6 Wo.)JP | Erstveröffentlichung: 25. April 2001     |
| 2001 | Week! Deep Forest                                        | JP8 (6 Wo.)JP | Erstveröffentlichung: 30. Mai 2001       |
| 2001 | Fukai Mori Deep Forest                                   | JP5 Gold + Gold (Digital) · (9 Wo.)JP | Erstveröffentlichung: 27. Juni 2001      |
| 2001 | Boukensha Tachi Deep Forest                              | JP7 (7 Wo.)JP | Erstveröffentlichung: 5. September 2001  |
| 2002 | Hi no Ataru Sakamichi Do the Best                        | JP5 Gold + Gold (Digital) · (7 Wo.)JP | Erstveröffentlichung: 27. Februar 2002   |
| 2002 | Under the Sun / Under the Moon True Song / Do the A-Side | JP5 (5 Wo.)JP | Erstveröffentlichung: 31. Juli 2002      |
| 2002 | Shinjitsu no Uta True Song                               | JP5 Gold · (12 Wo.)JP | Erstveröffentlichung: 30. Oktober 2002   |
| 2003 | Mahou no Kotoba ~Would You Marry Me?~ Gates of Heaven    | JP4 Gold · (10 Wo.)JP | Erstveröffentlichung: 11. Juni 2003      |
| 2003 | Honjitsu wa Seiten Nari Gates of Heaven                  | JP4 Gold · (8 Wo.)JP | Erstveröffentlichung: 25. September 2003 |
| 2003 | Hiiragi Gates of Heaven                                  | JP7 Gold + Gold (Digital) · (14 Wo.)JP | Erstveröffentlichung: 6. November 2003   |
| 2004 | Rakuen Need Your Love                                    | JP2 Gold · (10 Wo.)JP | Erstveröffentlichung: 15. Dezember 2004  |
| 2005 | For the Future Need Your Love                            | JP6 (6 Wo.)JP | Erstveröffentlichung: 19. Januar 2005    |
| 2005 | Tao Do the A-Side                                        | JP11 (10 Wo.)JP | Erstveröffentlichung: 27. Juli 2005      |
| 2009 | ∞1 („Infinity ichi“) Eternal Flame                       | JP10 (5 Wo.)JP | Erstveröffentlichung: 17. Juni 2009      |
| 2010 | Kimi ga inai mirai Eight                                 | JP10 (5 Wo.)JP | Erstveröffentlichung: 20. Januar 2010    |
| 2010 | ∞2 Eight                                                 | JP13 (4 Wo.)JP | Erstveröffentlichung: 16. Juni 2010      |
| 2010 | Jidaishin Eight                                          | — | Erstveröffentlichung: 2010               |
| 2011 | Chikai Time Machine                                      | JP28 (3 Wo.)JP | Erstveröffentlichung: 27. Juli 2011      |
| 2011 | Ariadne no Ito Time Machine                              | JP16 (4 Wo.)JP | Erstveröffentlichung: 17. September 2011 |
| 2011 | Tasogare Time Machine                                    | JP29 (2 Wo.)JP | Erstveröffentlichung: 16. November 2010  |
| 2014 | Mysterious Magic Brand New Days                          | JP46 (2 Wo.)JP | Erstveröffentlichung: 10. Dezember 2014  |
| 2017 | Alive / Iron Hornet Alive                                | JP38 (1 Wo.)JP | Erstveröffentlichung: 28. Juni 2017      |
| 2017 | To Know You Alive                                        | JP43 (1 Wo.)JP | Erstveröffentlichung: 27. September 2017 |
| 2017 | Keshin no Kemono Alive                                   | JP41 (4 Wo.)JP | Erstveröffentlichung: 6. Dezember 2017   |